# Tubinella
Tubinella, en ocasiones erróneamente denominado Artubinum, es un género de foraminífero bentónico de la subfamilia Tubinellinae, de la familia Hauerinidae, de la superfamilia Milioloidea, del suborden Miliolina y del orden Miliolida. Su especie tipo es Articulina funalis var. inornata. Su rango cronoestratigráfico abarca el Holoceno.

## Clasificación
Tubinella incluye a las siguientes especies:
- Tubinella chapmani
- Tubinella funalis
- Tubinella inornata
- Tubinella jenningsi
- Tubinella perforata
- Tubinella suspecta

En Tubinella se ha considerado el siguiente subgénero:
- Tubinella (Articulina), aceptado como género Articulina